# Kewanee
Kewanee ist eine Stadt im Henry County im Nordwesten des US-amerikanischen Bundesstaates Illinois. Im Jahre 2020 hatte Kewanee 12.509 Einwohner.
Das Wort Kewanee stammt aus der Sprache der Winnebago und bedeutet übersetzt Präriehuhn.

## Geografie
Kewanee liegt auf 41°14'44" nördlicher Breite und 89°55'29" westlicher Länge. Die Stadt erstreckt sich über 16,1 km², die fast ausschließlich aus Landfläche bestehen.
74 km nordwestlich von Kewanee liegen die Quad Cities, wo der Mississippi River die Grenze zwischen Illinois und Iowa bildet. Chicago liegt 238 km in ostnordöstlicher Richtung, Illinois’ Hauptstadt Springfield liegt 198 km im Süden, Iowas Hauptstadt Des Moines liegt 349 km westlich von Kewanee.

## Demografische Daten
Die bei der Volkszählung im Jahr 2020 ermittelten 12.509 Einwohner von Kewanee lebten in 5.084 Haushalten; darunter waren 3.377 Familien. Die Bevölkerungsdichte betrug 732,1/km². Im Ort wurden 5.877 Wohneingebäude erfasst. Unter der Bevölkerung waren 81,0 % Weiße, 7,3 % Afroamerikaner, 0,0 % amerikanische Indianer, 0,1 % Asiaten und 7,8 % von anderen Ethnien; 3,6 % gaben die Zugehörigkeit zu mehreren Ethnien an.
Unter den 5.084 Haushalten hatten 21,3 % Kinder unter 18 Jahren; 47,0 % waren verheiratete zusammenlebende Paare. 32,2 % der Haushalte waren Singlehaushalte. Die durchschnittliche Haushaltsgröße war 2,38, die durchschnittliche Familiengröße 2,98 Personen.
Die Bevölkerung verteilte sich auf 24,8 % unter 18 Jahren, 9,3 % von 18 bis 24 Jahren, 21,1 % von 25 bis 44 Jahren, 26,1 % von 45 bis 64 Jahren und 22,2 % von 65 Jahren oder älter. Der Median des Alters betrug 43,8 Jahre.
Das durchschnittliche Haushaltseinkommen betrug 46.305 USD, das Familieneinkommen 52.721 USD. Das Pro-Kopf-Einkommen in Kewanee betrug 23.645 USD. Unter der Armutsgrenze lebten 20,0 % der Bevölkerung.

## Verkehr
Durch Kewanee führt der U.S. Highway 34, der im Zentrum der Stadt auf die Illinois State Route 78 und die Illinois State Route 81 trifft.
Durch Kewanee verläuft auch eine von Chicago nach Südwesten führende Bahnlinie der BNSF Railway.

## Söhne und Töchter der Stadt
- Neville Brand (1920–1992), Schauspieler
- Richard Estes (* 1932), Maler
- Luke Short (1908–1975), Schriftsteller
- Teresa A. Sullivan (* 1949), Soziologin